# Provincia de Saraburi
La provincia de Saraburi (en tailandés: สระบุรี) es una de las provincias centrales de Tailandia, fronteriza con las de Lopburi, Nakhon Ratchasima, Nakhon Nayok, Pathum Thani y Ayutthaya.

## Historia
Saraburi, capital de la provincia, ha sido de gran importancia desde tiempos antiguos. Fue establecido aproximadamente en el año 1549 durante el reinado de Maha Chakkraphat del Reino de Ayutthaya. El rey unió partes de Lopburi y de Nakhon Nayok para crear la provincia, esta con el objetivo de ser un centro para movilizar a los ciudadanos en tiempo de guerra.
El origen del nombre Saraburi se debe a la cercanía del pueblo a un pantano, llamado Bueng Nong Ngong, lo que llevó a combinar las palabras Sa (Pantano) y Buri (Pueblo) para nombrar el lugar.

## Geografía

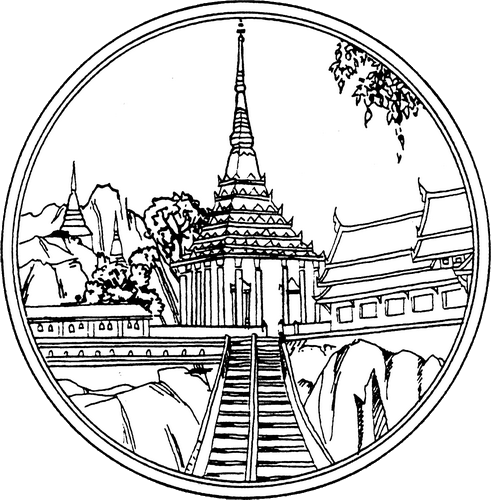
Sello de Saraburi

Saraburi está localizada al este del valle de río Chao Phraya. La parte oriental de la provincia está conformada por mesetas y altiplanos, mientas que la parte occidental está formada principalmente por llanuras bajas.
Dos parques nacionales se encuentran en la provincia. El parque Namtok Chet Sao Noi cubre 28 km² de paisaje alrededor de una cascada. El otro parque, el Phra Phutthachai, cubre la selva Khao Sam Lan, la cual es el nacimiento de varios ríos y cascadas. 

## Símbolos
El sello de la provincia muestra al templo budista de Wat Phra Buddha Baat, el más importante centro de peregrinación en el centro de Tailandia el cual fue construido alrededor de una gigantesca huella atribuida a Buda.
El árbol de la provincia es la Lagerstroemia floribunda y la flor es la Cochlospermum regium.

## División administrativa

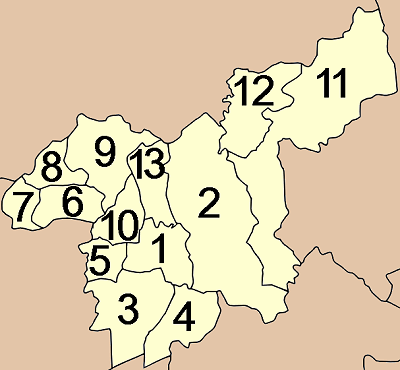
Mapa con los distritos de Saraburi

La provincia se divide en 13 distritos (Amphoe). Los distritos se subdividen a su vez en 111 comunas (tambon) y 965 villas.
| 1. Mueang Saraburi 2. Kaeng Khoi 3. Nong Khae 4. Wihan Daeng 5. Nong Saeng 6. Ban Mo 7. Don Phut | 1. Nong Don 2. Phra Phutthabat 3. Sao Hai 4. Muak Lek 5. Wang Muang 6. Chaloem Phra Kiat |